# Neue Gasse (Ellingen)

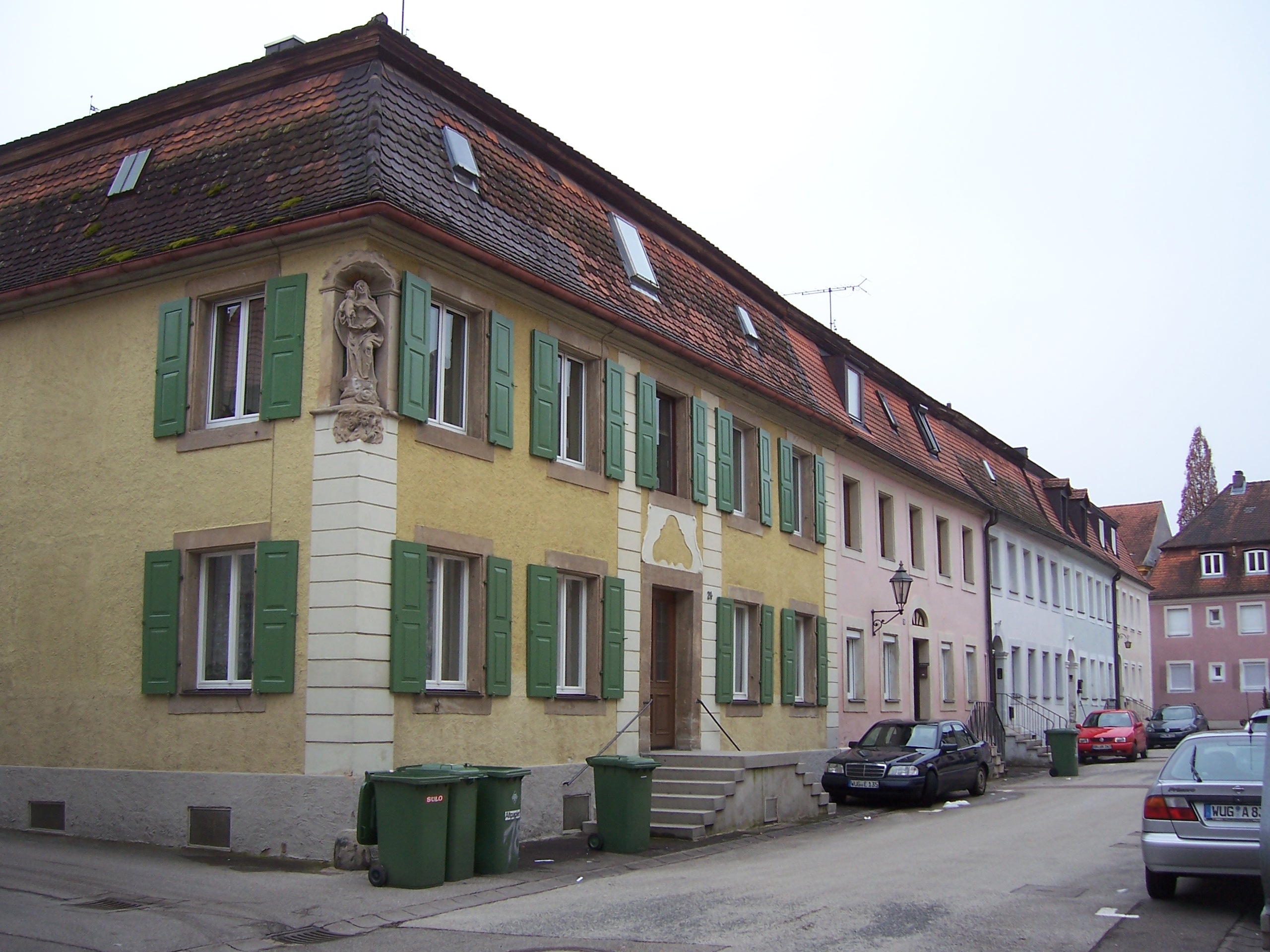
Mittelteil der Neuen Gasse

Die Neue Gasse in Ellingen, einer Stadt im mittelfränkischen Landkreis Weißenburg-Gunzenhausen (Bayern), entstand um 1760/70 unter dem Baumeister Matthias Binder. Diese planmäßig angelegte Straße im Stil barocker Stadtbaukunst ist im Rahmen des Ensembleschutzes Altstadt Ellingen als Baudenkmal geschützt. 

## Beschreibung

### Wohnhäuser
Außer den nachfolgend beschriebenen öffentlichen Gebäuden wurden alle Bauwerke in der Neuen Gasse als Wohnhäuser errichtet. Die Straße besteht ausschließlich aus Gebäuden mit zwei Geschossen und einer Vortreppe, manche sind als Doppelhäuser ausgeführt, z. B. Haus Nr. 15 und 17. Die meisten Häuser haben ein Mansarddach. In der Regel besitzen sie keinen Fassadenschmuck, nur Rustizierungen und einige Volutenaufsätze durchbrechen die eher schlichte Bauausführung. Einige Häuser besitzen Nischenfiguren von Heiligen. Die Portale der Häuser sind meist schmucklos. 

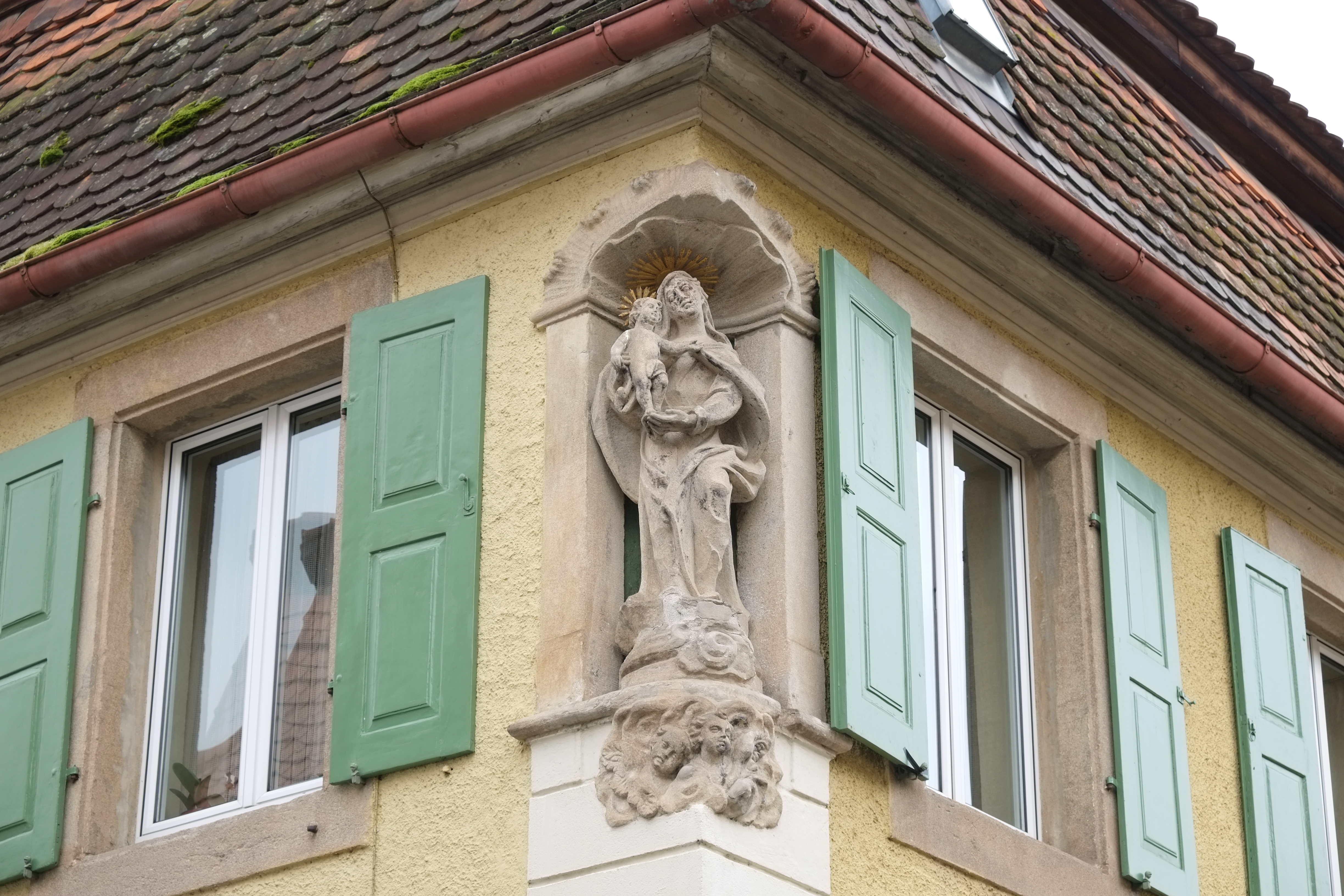
Neue Gasse 24: Nischenfigur Madonna mit Kind
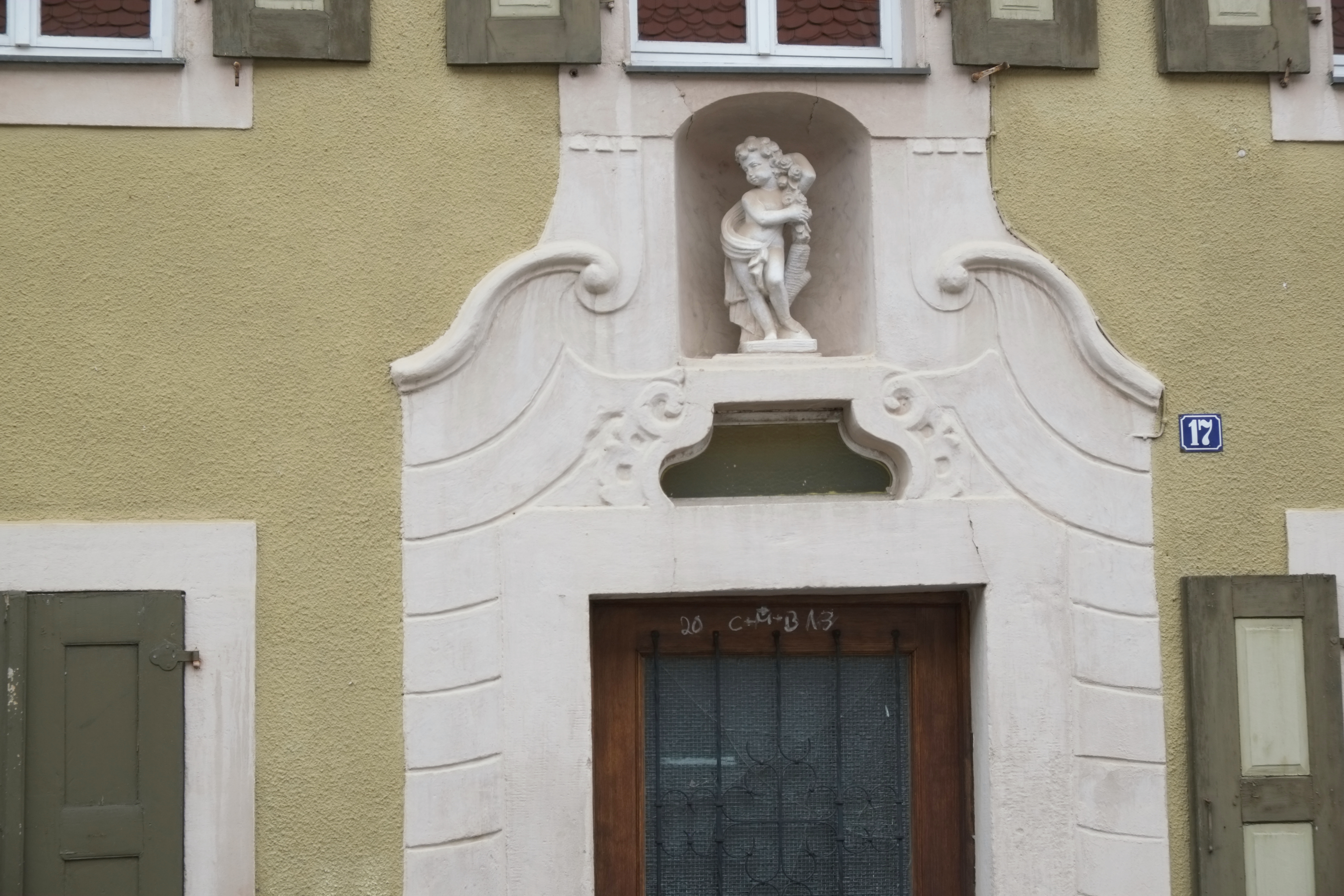
Neue Gasse 17: Putto
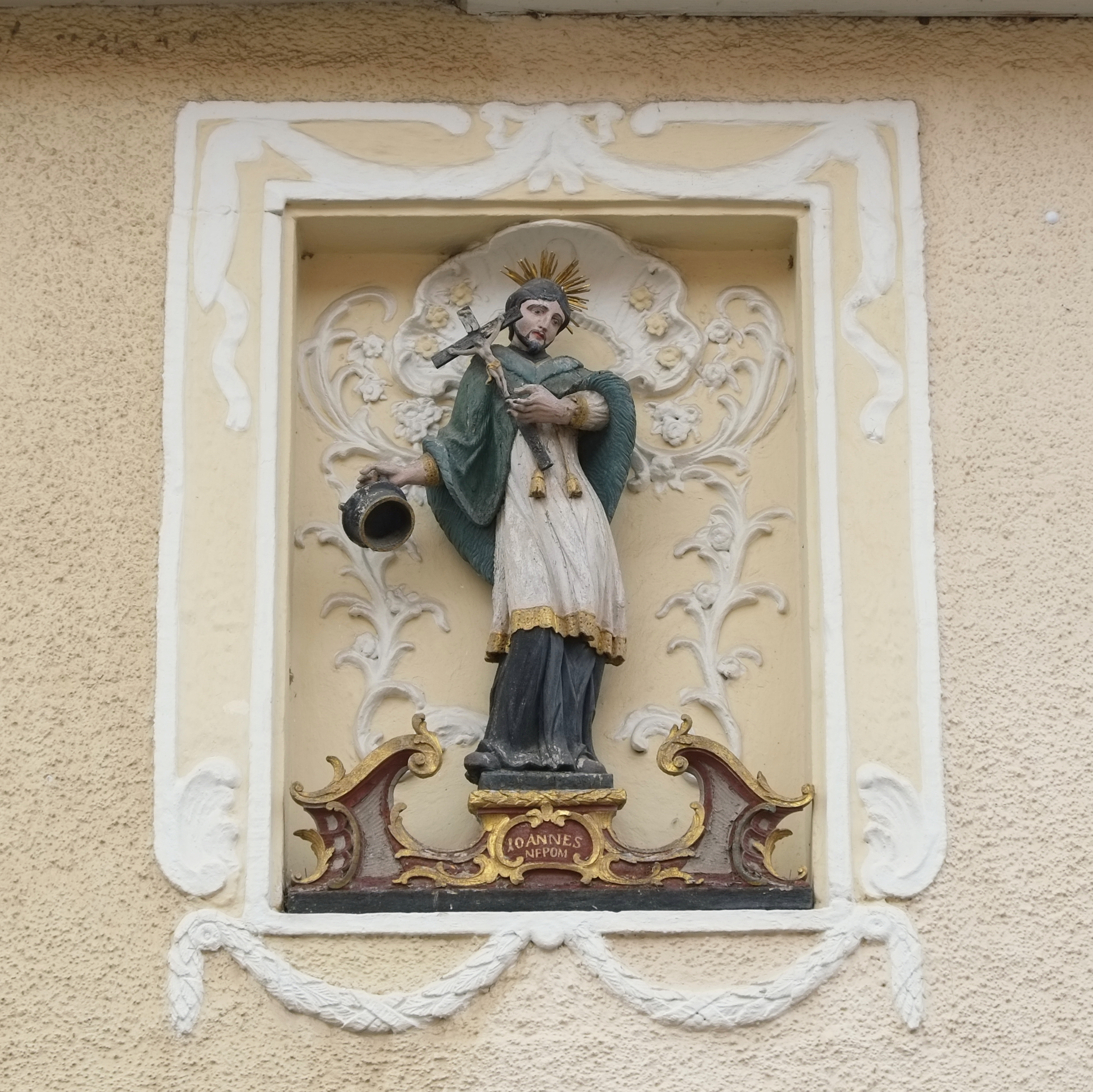
Neue Gasse 9: hl. Johannes Nepomuk

### Öffentliche Gebäude

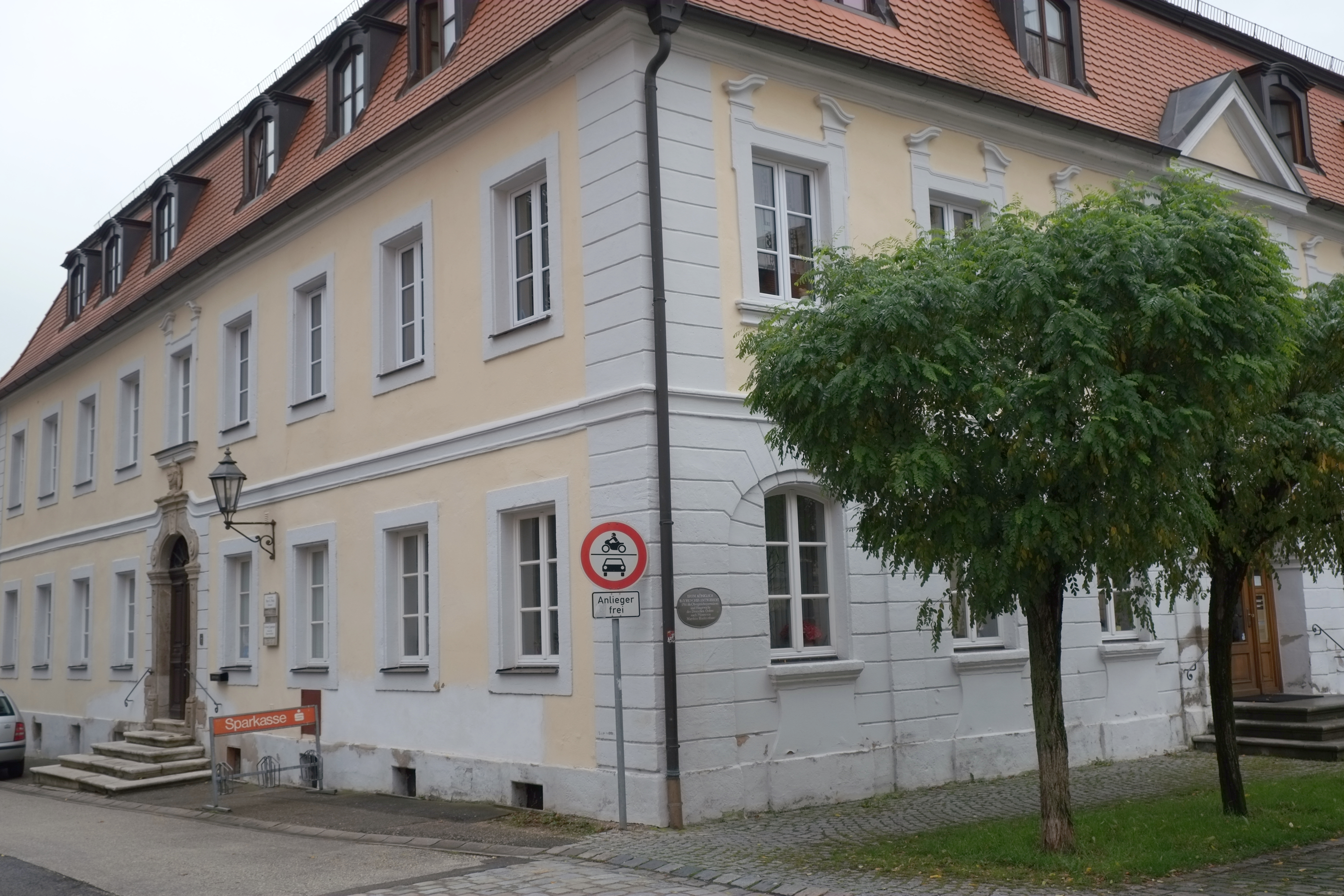
Ehemaliges Amtsgericht

- Neue Gasse 1: Das ehemalige Amtsgericht aus dem Jahr 1761, in dem sich heute eine Apotheke und Arztpraxen befinden, steht am markanten Anfang der Neuen Gasse. Der zweigeschossige Mansarddachbau mit rustizierten Lisenen besitzt einen zweiten Eingang zur Schloßstraße. Das Gebäude fügt sich in das Ensemble von Schloss und Amtsgebäuden entlang der Schloßstraße harmonisch ein. An der Neuen Gasse ist das Stichbogenportal mit einem Volutenaufsatz versehen. Die Fassade zur Schloßstraße besitzt ein rustifiziertes Erdgeschoss und eine Mittelachse mit Dreiecksgiebel.

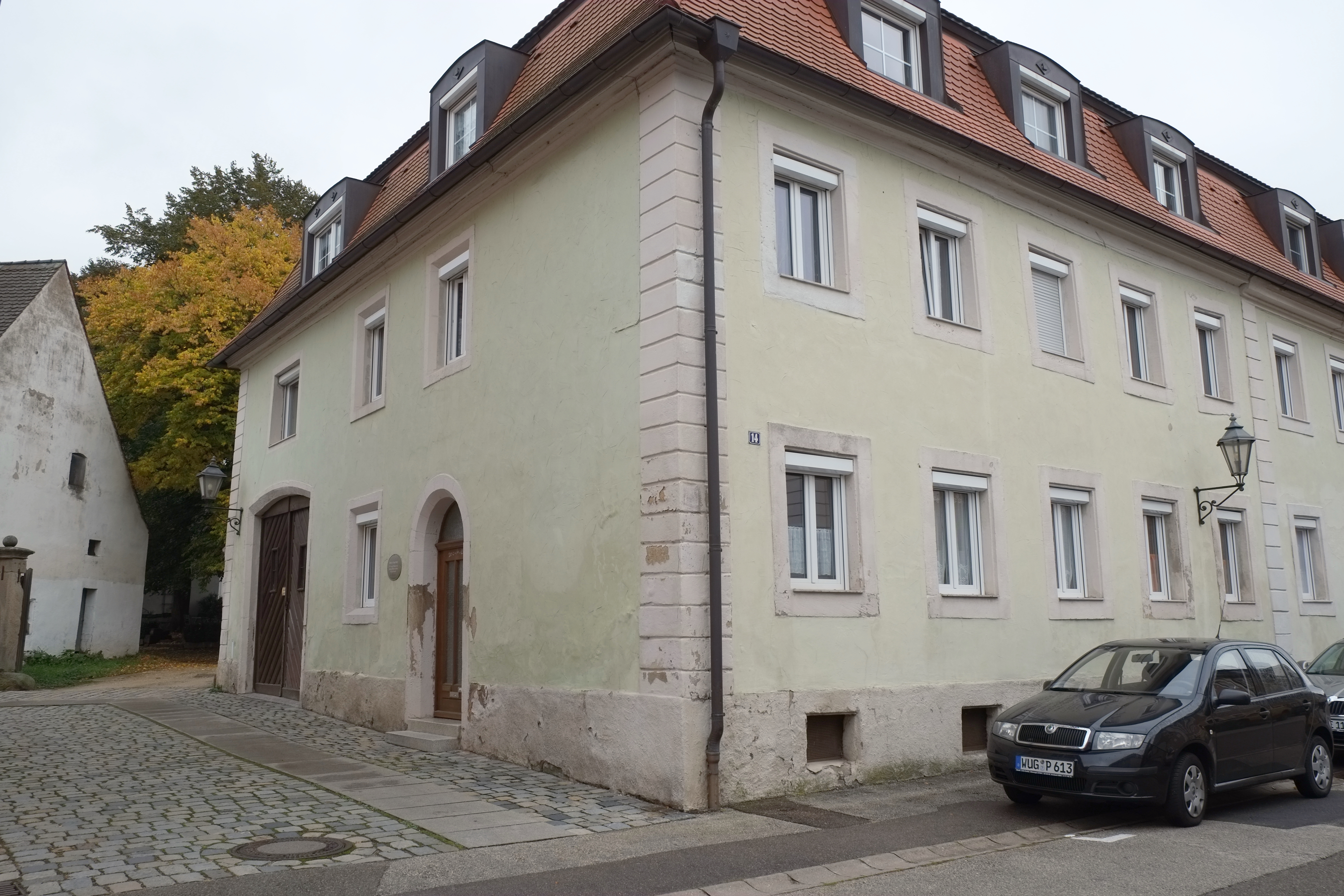
Ehemalige Synagoge in Ellingen

- Neue Gasse 14: Die ehemalige Synagoge wurde 1757 nach Plänen von Matthias Binder fertiggestellt.

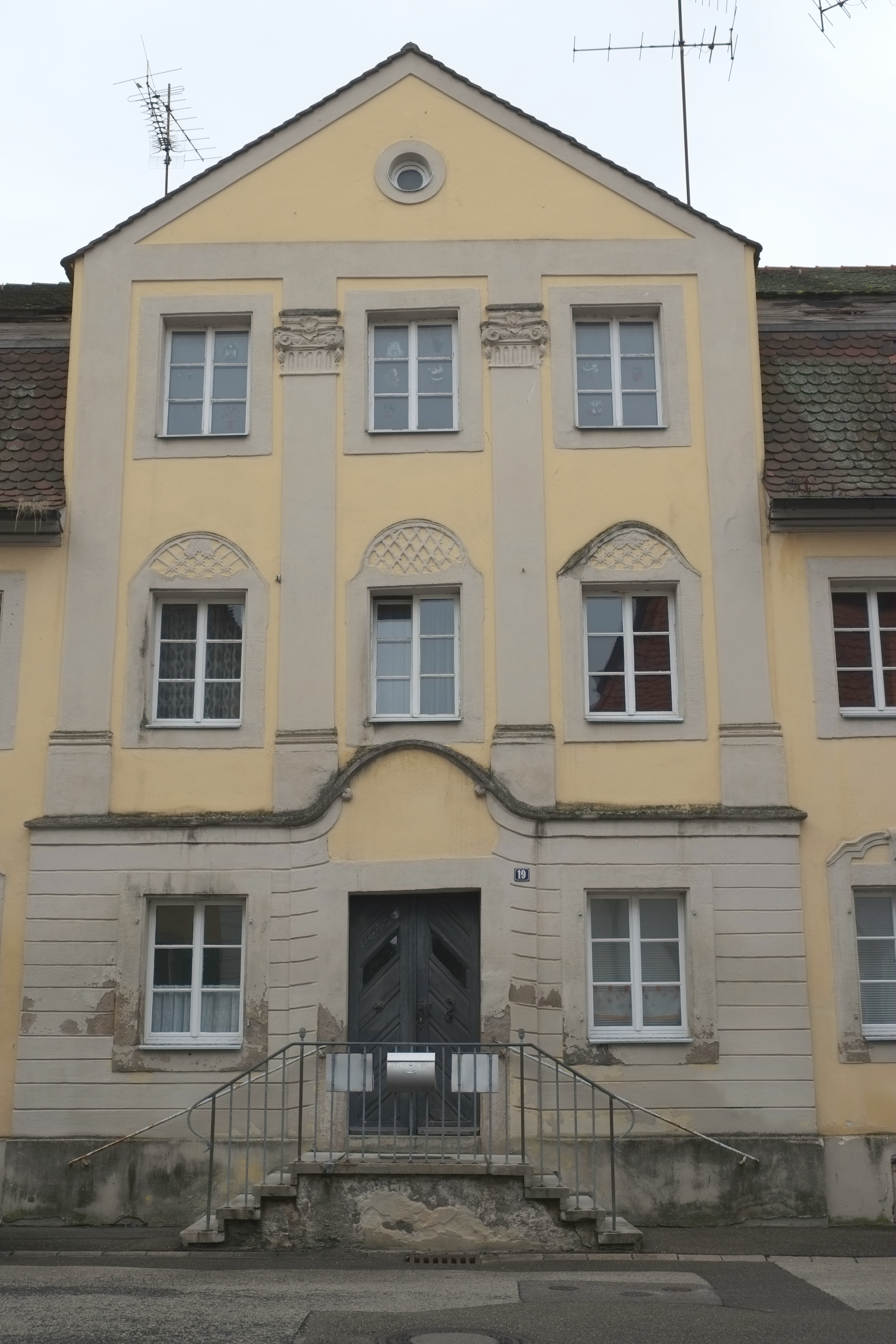
Mittelrisalit der ehemaligen Hofbäckerei

- Neue Gasse 19: Dieses Gebäude wurde um 1770 als Hofbäckerei nach Plänen von Matthias Binder errichtet. Später war darin die Schule untergebracht, heute befinden sich darin Wohnungen. Das zweigeschossige Haus mit Mansarddach hebt sich mit seinem dreigeschossigen Mittelrisalit mit rustiziertem Sockelgeschoss und Zwerchhaus deutlich von den benachbarten Wohnhäusern ab. Die straßenseitige Fassade mit Vortreppe wird durch Lisenen und Pilaster gegliedert.